# C/1932 P1 Peltier-Whipple
La cometa C/1932 P1 Peltier-Whipple è una cometa periodica nonostante la sua denominazione possa far pensare a una cometa non periodica; questa discrepanza deriva dal fatto che non è ancora stato osservato un suo secondo passaggio al perielio. La cometa fa parte della famiglia delle comete halleidi (HTC). 
La cometa è stata scoperta l'8 agosto 1932 dall'astrofilo Leslie Copus Peltier e dall'astronomo Fred Lawrence Whipple, ambedue statunitensi. Il suo nucleo apparente (falso nucleo) raggiunse la 10,0 ± 0,5 magnitudine.

## Possibile sciame meteorico
All'epoca della scoperta si riteneva che la cometa potesse dare origine ad uno sciame meteorico nella parte meridionale della costellazione dell'Eridano, tra le costellazioni della Fornace e quella dell'Orologio con radiante il 7 settembre alle coordinate celesti: ascensione retta  56° , declinazione -42° . L'esistenza dello sciame meteorico non è stata confermata.